# Orchomenella recondita
Orchomenella recondita är en kräftdjursart som först beskrevs av Stasek 1958.  Orchomenella recondita ingår i släktet Orchomenella och familjen Lysianassidae. Inga underarter finns listade i Catalogue of Life.